# Elas em Evidências
Elas Em Evidências é um álbum ao vivo da dupla sertaneja Chitãozinho & Xororó, gravado com o intuito de cantar seus grandes sucessos ao lado das cantoras femininas de sucesso. Foi gravado em 5 de outubro de 2017 e lançado em 8 de dezembro do mesmo ano pela Universal Music.

## Sobre o projeto
O evento aconteceu no KM de Vantagens Hall, na Barra da Tijuca, no Rio de Janeiro.
A ideia do projeto foi reunir um time de mulheres de diversos gêneros musicais, com os mais variados timbres, para interpretar os sucessos da maior dupla sertaneja de todos os tempos. Entre as convidadas, estavam Simone & Simaria, Maiara & Maraisa, Marília Mendonça, Paula Fernandes, Bruna Viola, Ana Clara, Kell Smith, Tânia Mara, Alcione e o duo Anavitória.
Sobre as mulheres no sertanejo, Xororó compara ao country music e destaca: “No country, a figura da mulher cantando esse estilo é muito forte. E a história da música country é muito parecida com a história da música sertaneja. Agora elas estão reivindicando o lugar merecido delas, e estamos muito felizes por isso ter acontecido. Esse é dos motivos principais pra elas estarem junto com a gente no palco nesse DVD”.
A dupla comentou também sobre a escolha das convidadas, pautada no timbre de cada uma delas, pensando no repertório. “Com tantas artistas incríveis no nosso cenário musical, foi complicado fazer uma lista que coubesse nesse projeto. A ideia era navegar, claro, na nossa raiz sertaneja, mas também trazer nomes de outros estilos musicais como o pop e o pagode. A música não tem fronteiras na hora de emocionar e tocar as pessoas. Essa é a nossa missão!”.
Foram gravadas 27 canções, sendo apenas 2 inéditas: “João e Maria”, com Ana Clara, e “Foi Só Um Caso”, ao lado de Marília Mendonça. A faixa mais aguardada pelo público, “Evidências”, foi o encerramento do DVD, com todas as participações especiais no palco. 
A produção musical do projeto Elas em Evidências coube ao produtor musical Cláudio Paladini. Já a direção de vídeo é assinada pela Hit Music.
Com este DVD, Chitãozinho & Xororó deram a bênção a este movimento feminino, não apenas na música sertaneja, mas na música brasileira de um modo geral. E completam: “O papel da mulher na sociedade é onde ela quiser estar, brilhando na música, inclusive!”.

## Faixas
| CD             |                                                |                                                   |         |  |
| N.º            | Título                                         | Compositor(es)                                    | Duração |  |
| 1.             | "Sinônimos" (part. Paula Fernandes)            | César Augusto / Paulo Sérgio Valle / Cláudio Noam | 5:17    |  |
| 2.             | "Brincar de Ser Feliz" (part. Paula Fernandes) | Maria da Paz / Nino                               | 4:18    |  |
| 3.             | "Eu Menti" (part. Simone & Simaria)            | Rick / Alexandre                                  | 3:51    |  |
| 4.             | "Alô" (part. Simone & Simaria)                 | Fátima Leão / Feio                                | 3:20    |  |
| 5.             | "Nuvem de Lágrimas" (part. Maiara & Maraisa)   | Paulo Debétio / Paulinho Rezende                  | 4:06    |  |
| 6.             | "No Rancho Fundo" (part. Anavitória)           | Ary Barroso / Lamartine Babo                      | 4:12    |  |
| 7.             | "Pot-Pourri: Caipira / Majestade O Sabiá"      | Maracaí / Joel Marques; Roberta Miranda           | 7:04    |  |
| 8.             | "Fio de Cabelo" (part. Tânia Mara)             | Darci Rossi / Marciano                            | 2:52    |  |
| 9.             | "João e Maria" (part. Ana Clara)               | Chitãozinho / Xororó / Alex Dias / Danimar        | 3:58    |  |
| 10.            | "Foi Só Um Caso" (part. Marília Mendonça)      | Chitãozinho / Xororó / Carlos Randall / Danimar   | 2:55    |  |
| 11.            | "Era Uma Vez" (part. Kell Smith)               | Kell Smith                                        | 4:03    |  |
| 12.            | "Pode Ser Pra Valer" (part. Kell Smith)        | Maracaí / Joel Marques                            | 3:44    |  |
| 13.            | "Separação" (part. Alcione)                    | José Augusto / Paulo Sérgio Valle                 | 4:03    |  |
| 14.            | "Evidências" (todas as convidadas)             | José Augusto / Paulo Sérgio Valle                 | 5:32    |  |
| Duração total: | Duração total:                                 | Duração total:                                    | 58:00   |  |

| DVD            | | |         |  |
| N.º            | Título | Compositor(es) | Duração |  |
| 1.             | "Nascemos Pra Cantar (Shambala)"                                                                            | Danny Moore (versão: Chitãozinho e Xororó)                                                                                             | 3:05    |  |
| 2.             | "Aqui O Sistema é Bruto"                                                                                    | Cacá Moraes / Gil Cardoso | 4:00    |  |
| 3.             | "Pot-Pourri: Um Homem Quando Ama (Have You Ever Really Loved a Woman?) / Sinônimos" (part. Paula Fernandes) | Bryan Adams / Michael Kamen / Robert Lange (versão: Darci Rossi / Maulívio Pereira); César Augusto / Paulo Sérgio Valle / Cláudio Noam | 6:58    |  |
| 4.             | "Brincar de Ser Feliz" (part. Paula Fernandes)                                                              | Maria da Paz / Nino | 4:18    |  |
| 5.             | "Falando ás Paredes"                                                                                        | Virgínia Kheer / Xororó | 2:35    |  |
| 6.             | "Eu Menti" (part. Simone & Simaria)                                                                         | Rick / Alexandre | 3:51    |  |
| 7.             | "Alô" (part. Simone & Simaria)                                                                              | Fátima Leão / Feio | 3:20    |  |
| 8.             | "Nuvem de Lágrimas" (part. Maiara & Maraisa)                                                                | Paulo Debétio / Paulinho Rezende | 4:06    |  |
| 9.             | "60 Dias Apaixonado" (part. Maiara & Maraisa)                                                               | Darci Rossi / Constantino Mendes | 2:12    |  |
| 10.            | "Chovendo na Roseira" (part. Anavitória)                                                                    | Tom Jobim | 3:33    |  |
| 11.            | "No Rancho Fundo" (part. Anavitória)                                                                        | Ary Barroso / Lamartine Babo | 4:12    |  |
| 12.            | "Pot-Pourri: Caipira / Majestade O Sabiá"                                                                   | Maracaí / Joel Marques; Roberta Miranda                                                                                                | 7:04    |  |
| 13.            | "Fio de Cabelo" (part. Tânia Mara)                                                                          | Darci Rossi / Marciano | 2:52    |  |
| 14.            | "João e Maria" (part. Ana Clara)                                                                            | Chitãozinho / Xororó / Alex Dias / Danimar                                                                                             | 3:58    |  |
| 15.            | "Se Deus Me Ouvisse"                                                                                        | Almir Rogério | 3:53    |  |
| 16.            | "Como Nossos Pais"                                                                                          | Belchior | 4:33    |  |
| 17.            | "Página de Amigos" (part. Marília Mendonça)                                                                 | Rick / Alexandre | 3:38    |  |
| 18.            | "Foi Só Um Caso" (part. Marília Mendonça)                                                                   | Chitãozinho / Xororó / Carlos Randall / Danimar                                                                                        | 2:55    |  |
| 19.            | "Era Uma Vez" (part. Kell Smith)                                                                            | Kell Smith | 4:03    |  |
| 20.            | "Pode Ser Pra Valer" (part. Kell Smith)                                                                     | Maracaí / Joel Marques | 3:44    |  |
| 21.            | "Separação" (part. Alcione)                                                                                 | José Augusto / Paulo Sérgio Valle | 4:03    |  |
| 22.            | "Evidências" (todas as convidadas)                                                                          | José Augusto / Paulo Sérgio Valle | 5:32    |  |
| Duração total: | Duração total:                                                                                              | Duração total: | 1:55:00 |  |